# Джагдалпур
Джагдалпур (англ. Jagdalpur, хинди जगदलपुर) — город в индийском штате Чхаттисгарх. Административный центр округа Бастар.

## География и климат
Средняя высота над уровнем моря — 551 метр.
Климат города можно охарактеризовать как тропический климат с сухой зимой и дождливым летом. Самый жаркий месяц — май, со средним максимумом 38,1 °C; самый холодный месяц — декабрь, со средним минимумом 11,3 °C. Средняя годовая норма осадков — 1495 мм; самый дождливый месяц — август, с нормой 367 мм; самый засушливый месяц — декабрь, с нормой всего 4 мм.

## Население
Население Джагдалпура по данным переписи 2011 года составляет 125 345 человек

## Экономика
В 16 км от Джагдалпура расположен металлургический завод Нагарнар (Nagarnar Steel Plant).

## Транспорт
Ближайшие аэропорты с регулярным сообщением расположены в Райпуре и в Вишакхапатнаме. Железнодорожного сообщения нет. Через Джагдалпур проходят национальные шоссе NH 30, NH 221 и NH 16.